# برنت لنو
بِرْنْد لنو (انگلیسی: Bernd Leno؛ زادهٔ ۴ مارس ۱۹۹۲) بازیکن فوتبال اهل آلمان است که برای باشگاه فولهام بازی می‌کند.
او در بازی مقابل باشگاه چلسی در لیگ قهرمانان اروپا ۱۲–۲۰۱۱، جوانترین دروازه‌بان تاریخ این مسابقات شد.